# Fernando Martín Croxatto
Fernando Martín Croxatto (* 25. September 1956 in Morón) ist ein argentinischer Geistlicher und römisch-katholischer Bischof von Neuquén.

## Leben
Fernando Martín Croxatto empfing am 6. Dezember 1986 durch den Erzbischof von Buenos Aires, Juan Carlos Kardinal Aramburu, das Sakrament der Priesterweihe. Im Jahr 2000 wurde er in das Bistum San Roque de Presidencia Roque Sáenz Peña inkardiniert.
Papst Franziskus ernannte ihn am 13. März 2014 zum Titularbischof von Fissiana und Weihbischof in Comodoro Rivadavia. Die Bischofsweihe spendete ihm der emeritierte Bischof von San Roque de Presidencia Roque Sáenz Peña, José Lorenzo Sartori, am 17. Mai desselben Jahres. Mitkonsekratoren waren der Bischof von Comodoro Rivadavia, Joaquín Gimeno Lahoz, und der Bischof von San Roque de Presidencia Roque Sáenz Peña, Hugo Nicolás Barbaro.
Papst Franziskus ernannte ihn am 3. August 2017 zum Bischof von Neuquén. Die Amtseinführung fand am 22. September desselben Jahres statt.